# Петровка (Хлеборобное сельское поселение)
Петро́вка — хутор в Целинском районе Ростовской области.
Входит в состав Хлеборобного сельского поселения.

## Население
| 2010 |
| ---- |
| 197  |

## Улицы
- ул. Зелёная,
- ул. Цветочная,
- пер. Школьный.